# 畲话
畲話，俗称山哈話、山瑤話、艾僚話，是中国少数民族畬族所使用的一種漢語變體，其使用者分布于福建、浙江、江西、安徽等省以及广东省凤凰山区的潮州、丰顺等地的畲族族群中，使用人数占畲族总人口的99%。
畲话接近于客家语:14，其语言学归属存在争议，有學者認為是客家语的一种方言:215；但这种观点受到另一些学者的反对，因为畲话与现今各地的客家语都有所不同，含有大量古畲语的“底层”，具有明显的自身特色。
畲话使用者分散在闽、粤、赣、浙等各地，虽分为许多种方言，但它们内部却保持着高度统一。与活聂话一样，山哈话的使用者也全部是双语使用者，他们同时会说当地的汉语。

## 历史
山哈话是由古代畲语发展而来的。唐朝初年，泉州、潮州一带的“蛮獠”首领苗自成、雷万兴起兵反抗朝廷，朝廷派陈政前去镇压。经过陈政、陈元光、陈珦三代在漳州的统治，不断对“蛮獠”进行征讨和招抚。聚居在福建、广东、广西边界的畲族先人四散迁徙。至唐末，大量客家先民南下，来到福建、广东、广西边界一带，畲族与客家人经过了长期的冲突和融合。由于客家人在文化上处于优势地位，在文化交往中，畲族的语言借入了包括语音、词汇、语法在内大量的客家语元素，甚至有些固有词汇都被来自客家语的词汇取代了。
至宋元期间，畲族又陆续向闽北、闽东和浙南移民。这些畲族移民到达新居住地后，由于人数和文化上的劣势，被迫学习闽北语、闽东语、闽南语等当地方言，从而使山哈话的成分变得更加复杂。
虽然有的学者认为山哈话是客家语的一种方言，但另一些学者则持反对意见，认为不能简单地说畲族放弃自己的母语畲语，而是畲语在演变之后变得与客家语相似，今日山哈话中仍保留有古代畲语的底层元素。

## 方言
游汝杰(2002):31-35将畲话分为9个方言区，分别附以各自的地区和使用者人口情况，均来自游汝杰(2002)所列出的。福建省东部和浙江省南部方言区每个都有超过10万使用者，人数最少的方言区在广东省和江西省，有几千名使用者。中国总计有40万余畲话使用者。
- 闽东区，分布在福安市、福鼎市、霞浦县、蕉城区、寿宁县、周宁县、柘荣县、屏南县、罗源县、连江县、晋安区、闽侯县、闽清县和永泰县。18.4万使用者。与闽东语接触。
- 闽北区，分布在延平区、建瓯市、建阳区、邵武市、顺昌县和光泽县，2.1万使用者。与闽北语接触。
- 闽中区，分布在三元区、永安市、沙县区和宁化县。也分布在尤溪县双贵山。[5]:39-621.2万使用者。与闽中语接触。
- 闽南区，分布在洛江区、安溪县、德化县、永春县、华安县、新罗区和漳平市。1.2万使用者。与闽南语接触。漳平市山羊隔畲话[6]:87-91由桂林乡山羊隔以及尖祠、溪南乡的2个村800余人使用。[7]山羊隔畲话与畲家客话不同，它是闽南语一种方言，在漳平市双洋乡长塔村和象湖乡和尾村有100余人使用。[7]

- 浙南区，分布在平阳县、苍南县、瑞安县、文成县、泰顺县、丽水县、景宁畲族自治县、云和、龙泉、松阳、青田县和武义。12万使用者。与吴语接触。
- 浙中区，分布在龙游县、衢县、兰溪县、金华县和遂昌县。2.3万使用者。与吴语接触。
- 浙北区，分布在桐庐县、建德县、临安县、富阳县和安吉县。1.3万使用者。与吴语接触
- 粤东区，分布在潮州市和丰顺县。2200使用者。与闽南语潮州话接触。丰顺县潭江镇凤坪村。[8]
- 赣东区，分布在贵溪市和铅山县。4千使用者。与赣语接触。铅山县太源畲族乡的畲话变体由Hu & Hu (2013)详细记录，[9]贵溪市樟坪畲族乡的畲话变体由Liu (2008)详细记录。[10]

在安徽省宁国市云梯畲族乡，有约2400人使用的畲话方言，与江淮官话接触。:163-167
游汝杰(2002)提供了下列13个采样点的比较词表。浙北方言区没有被游汝杰(2002)记录。
1. 宁德市福安县(闽东方言区)
2. 宁德市福鼎县(闽东方言区；包括硖门畲族乡)
3. 福州市罗源县(闽东方言区)
4. 三明市(闽中方言区)
5. 南平市顺昌县(闽北方言区)
6. 漳州市华安县(闽北方言区)
7. 鹰潭市贵溪市(赣东方言区)
8. 温州市苍南县(浙南方言区)
9. 丽水市景宁畲族自治县(浙南方言区)
10. 丽水市(浙南方言区)
11. 衢州市龙游县(浙中方言区；包括沐尘畲族乡)
12. 潮州市(粤东方言区)
13. 梅州市丰顺县(粤东方言区)

## 音韵系统
各地的山哈话或多或寡地受到分佈區其他語言的影响，声母、韵母、声调略有出入。山哈话的声母有16到20个不等，没有翘舌音，有声母[ɲ]、[ŋ]、[ʔ]、[h]；韵母50个到70个不等，双元音、三元音比较多，有入声韵尾[p]、[t]、[k]、[ʔ]等；声调6到8个，在语流音变中的变化很复杂。

## 词汇

### 畲语独有的词汇
畲语独有的词汇主要集中于常见的人或事物以及农业生产活动的称谓。
| 汉字写法 | 发音                | 汉语翻译 |
| 后生仔   | xuit2 sɑŋ21 tsuɛi55 | 小伙子   |
| 布妮仔   | pu44 [ɲi]44 tsuɛi55 | 姑娘     |
| 孙妇     | suən44 phiu44       | 儿媳     |
| 寮□      | lɑo22 khio21        | 蜘蛛     |
| □        | kiai35              | 青蛙     |
| □□□      | pi55 lɑ21 ko35      | 蝌蚪     |
| □        | khio44              | 蜈蚣     |
| 析刀     | ɕiɛt5 tɑu44         | 翅膀     |
| □        | nan55               | 踮       |
| □        | loʔ5                | 铲（草） |
| 挽       | mɔan33              | 拔（草） |

### 来自古汉语的词汇
畲族在历史上和长期受到汉族语言的影响，保留着大量的古汉语词汇，比如走（跑）、行（走）、乌（黑）、赤（红）、寮（屋）、禾（稻）、镬（锅）、窠（窝）、奉（给）、其（他）、着（穿）、睇（看）、戮（杀）、仄（斜）、啮（咬）、使（用）等等。

### 来自现代汉语的词汇
随着社会的发展，畲语也吸收了现代汉语中的大量词汇来指称新鲜的事物和概念，这些词汇畲语中扮演着越来越重要的角色，比如电视、电话、电影、电灯、城市、干部等等。年轻一辈的畲族使用的词汇和老一辈使用的词汇也存在显著的差别，一般老一辈使用畲族原始的词汇，而年轻一代倾向于使用现代汉语的词汇。

## 语法

### 构词法
畲语比较普遍地使用叠音词汇，比如：冷冰冰、冷秋秋、冷铁铁、面□□（[mian44 ɕiɛt2 ɕiɛt2]，面面相觑）、乌洞洞、乌冷冷、乌□□（[u44 kio21 kio21]）、乌□□（[u44 lin35 lin35]）、乌□□（[u44 kit2 kit2]）、乌□□（[u44 mɔit2 mɔit2]）、狠燎燎（火很旺）、睇睇下、行行下等等。

### 句法
畲语的句法规则與粵語、客家話等其他南方漢語族語言相似，比如说“你走先”、“奉点钱他”等。

## 畲話與其他汉语方言的關係和影響

### 畬話和客家語的關係
畲話是中国的少数民族畬族和客家人雜居後轉而使用的一種漢語方言，由於接近客家話，學界普遍認為屬於客家話，但保留了不少畲語固有詞。
1980年中央民族学院湧現了第一批考證畲話是客家話之下的次級方言的學者，包括羅美珍等。
潘悟雲（2005：18-29）考證浙南畲族的《祖宗歌》，指出他們來到浙江前，在唐代前曾居於潮州，而畲話與客家話有相似特徵，表明唐代潮州語言的特徵在後世傳承到客家話裡去。他又主張「畲話不是畲族人向客家人學的客家話，有可能兩者都是學古中國的南部官音，然後又因居住鄰近而互相交融所致」，潘有三個論據，一是根據閩、浙畲族的《盤王歌》、《祖宗歌》、《祖歌》和湘西南、泰國清邁瑤族的《拾 二姓徭人過山圖》、《盤古歌》指出畲族更早應來自於湖南；二是根據畲話一組親屬稱謂源自古楚語及湘西南瑤語；三是畲話重脣音、知組讀舌頭音、章組讀如見組、效攝一二 等有別、四等 i 介音尚未出現，說明畲話比客家話要古老。2013年羅美珍認同潘悟雲有關畲族源出湖南五溪蠻的說法。

### 闽东语對福建畲話的影響
福建省的畲族主要集中于闽东地区的福安、霞浦、福鼎、宁德、罗源和连江这6个县市。闽东的畲話所受到的闽东语的影响可以从以下几方面看出：
- 第一人称“我”的读音为[ŋuai]（即福州话的nguāi）。
- 产生了声母类化现象，如：“比较”的[pi35]和[kiau44]连读后变为[pi55 iau44]，后一个字的声母脱落；“交代”的[kou44]和[tai21]连读后变为[kou44 lai21]，后字声母[t]变为[l]。
- 从闽东语中借入了许多典型的词汇，如：“坏”说“呆”（[ŋai]，福州话的ngài）、“生小孩”说“养”（福州话的iōng）、“东西”说“乇”（[nɔʔ]，福州话的nó̤h），“错误”说“诞”（[taŋ]，福州话的dâng）。
- 在名词后加“囝”（[kiaŋ]，福州话的giāng）表示小称，如“鸟囝”。